# Lijst van burgemeesters van Zouteveen
Dit is een lijst van burgemeesters van de voormalige Nederlandse gemeente Zouteveen tot die gemeente in 1855 opging in de gemeente Vlaardinger-Ambacht.
| Ambtsperiode | Naam burgemeester                       | Partij of stroming | Bijzonderheden                                                              |
| ------------ | --------------------------------------- | ------------------ | --------------------------------------------------------------------------- |
| 1817? - 1844 | Pieter (P.) Verkade                     |                    | (schout?/)burgemeester; tevens schout/burgemeester van Vlaardinger-Ambacht  |
| 1844 - 1852  | Gerardus Hendrik Landmeter              |                    |                                                                             |
| 1852 - 1853  | Laurentius (L.) Knappert                |                    | tevens burgemeester van Kethel en Spaland, Vlaardinger-Ambacht en Nieuwland |
| 1853 - 1855  | Abraham (A.) van Linden van den Heuvell |                    | tevens burgemeester van Vlaardinger-Ambacht (1853-1867)                     |